# Anna Kinberg Batra
Anna Kinberg Batra, nascida Kinberg, ( OUÇA A PRONÚNCIA; Skärholmen, Estocolmo, 14 de abril de 1970) é uma política sueca, do Partido Moderado.
Entrou em 1983 para a Juventude do Partido Moderado - MUF, da qual foi presidente em 1996.
É deputada do Parlamento da Suécia (Riksdagen), desde  2000, e líder do Grupo Parlamentar do Partido Moderado desde 2010.

Foi membra da Comissão Parlamentar dos Impostos (2001-2002), da Comissão Parlamentar dos Assuntos Económicos (2006), da Comissão Parlamentar dos Assuntos Europeus (2006-2010), da Delegação dos Assuntos Militares (2010-2014), da Comissão dos Negócios Estrangeiros (2014) e da Comissão Parlamentar das Finanças (2010-2014).
Foi líder do Partido Moderado, em 2015-2017, sucedendo a Fredrik Reinfeldt e sendo sucedida por Ulf Kristersson.